# Isshin-ryu
Okinawa Isshin-ryu (Calea inimilor unite) este un stil de artă marțială originar din insula Okinawa.

Mizugami, simbolul stilului Isshin-ryu.

## Istoric
Okinawa este patria școlilor de arte marțiale cunoscute îndeobște sub denumirea de Karate. De proveniență japoneza și cu aportul substanțial al populației locale, Karate s-a sintetizat de la început ca un sistem defensiv civil, de luptă "om la om". Denumirea de Karate este folosită abia începind cu secolul XX, în trecut fiind uzuală denumirea "To De" (mâna chinezească). Gichin Funakoshi înlocuiește ideograma „kara” (China) cu „Kara” (gol) din cauza conflictului existent între naționalismul japonez și tot ce era străin. În anii ’30 maeștrii din Okinawa adoptă oficial denumirea Karate cu ideogramele „mâna goala”, formulă utilizată de toate școlile din Okinawa în prezent, inclusiv de celebra și străvechea școală Kojo, care are cel mai vechi stil de Karate atestat documentar din Okinawa. Alte denumiri uzuale în ziua de astăzi, Kempo, Okinawa Te, Ryukyu Kempo, etc. sunt în general sisteme de sorginte hawaiană sau americană cu rădăcini în Okinawa, dar amestecate cu Jiu Jitsu sau Kung Fu. 

### Tatsuo Shimabuku
Un stil aparte care conservă multe din tehnicile antice cum ar fi: lovitura cu pumnul vertical, versiuni vechi ale kata Kushanku, Naihanchi (Tekki), Chinto, este Isshin-ryu (școala inimilor unite) creat în anii 1950 de către maestrul Tatsuo Shimabuku din Okinawa. 
Tatsuo Shimabuku s-a născut pe 9 septembrie 1908 în satul Kiyan din Okinawa într-o familie modestă cu 10 copii. Având o constituție destul de firavă, părinții decid să-l trimită să învețe karate la unchiul său, Urshu Matsumura, care preda Shorinryu într-o localitate apropiată. Micul Shimabuku participă cu mult zel la antrenamentele unchiului său, ținând cont că trebuia să muncească în ferma familiei și să străbată în fiecare zi cei 8 km până la dojo (sala de antrenament). Progresează foarte repede ajungând în câțiva ani asistentul unchiului său și posesorul unor abilități remarcabile: câștigă constant la concursurile de aruncare a suliței și de sărituri.
La 23 de ani începe studiul cu unul dintre cei mai faimoși maeștri de karate Kyan Chotoku. De la acesta își însușește Shorin kata: Seisan, Naihanchi, Wanshu, Kushanku (versiunea Yara), Tokumeni No Kun precum și exercițiile de kiko (lucru cu energia internă ki). Prin maestrul Kyan il cunoaște pe Choki Motobu și studiază pentru o perioadă în paralel cu acesta lupta liberă. S-ar părea că la Motobu l-a întâlnit pe misionarul creștin de origine chineză Tang Gee Hsiang care îl învață principii și tehnici de Hsing Yi (stil intern de Kung Fu, foarte agresiv). Din Hsing Yi este cert că provine Yory Ashi (deplasarea cu pasul adăugat) precum și extraordinara ofensivitate a stilului Isshin-ryu. 
După moartea maestrului Kyan în 1945, Tatsuo Shimabuku studiază Gojuryu cu fondatorul acestui sistem, Chojun Miyugi incluzând în sistemul său Sanchin și Seienchin Kata. Despre Sanchin va spune că “nu există karate fără Sanchin”. În această perioadă Tatsuo Shimabuku își testează de multe ori tehnicile marțiale în lupte de stradă, în special cu răufăcătorii Yakuza, ajungând să fie cunoscut și temut ca luptător. Pentru completarea cunoștințelor marțiale, practică kobudo (arme traditionale) cu Moden Yabiku și cu Shinken Taira, studiind cu acesta din urmă până în 1960.
Spre sfârșitul anilor 40, Tatsuo Shimabuku își deschide un mic dojo in Agena unde predă propria viziune, rezultată din îmbinarea celor mai bune principii și tehnici din Shorin si Goju sub denumirea de “Chan migwa-tei (“stilul karate al lui Kyan cel cu ochii mici”). In ianuarie 1954 Tatsuo Shimabuku are un vis în care o zeiță a apelor, Mizugami îi spune să-și denumească stilul Isshin-ryu (Școala inimilor unite). De aceea, ziua de 15 ianuarie 1954 este considerată ziua de naștere a stilului Isshin-ryu iar emblema stilului o reprezintă pe zeița apelor ieșind din mare.
Prima organizație oficiala de karate Isshin-ryu, American Okinawan Karate Association - AOKA (”Asociatia Americano-Okinawiana de karate”), a fost formată în 1960 de Tatsuo Shimabuku, Eiko Kaneshi, Harold Mitchum, Kinjo Kinsoku, Steve Armstrong și alții. În 1964 și 1966, Tatsuo Shimabuku își vizitează elevii din America. Cu această ocazie este realizat un film cuprinzând toate mișcările kata din stil. În 1972, Tatsuo Shimabuku se retrage din funcțiile oficiale, lăsându-l pe fiul său Kichiro la conducerea stilului. Maestrul Tatsuo Shimabuku moare pe 30 mai 1975.

### Dezvoltarea stilului Isshin-ryu după moartea lui Tatsuo Shimabuku
De remarcat că la începutul anilor 50, Corpul Pușcașilor Marini ai Statelor Unite căuta un maestru și o metodă pentru instruirea soldatilor în lupta corp-la-corp. Criteriile de alegere a metodei preferate erau: agresivitatea, simplitatea, ușurința învățării și rapiditatea progresului. Dupa vizitarea mai multor dojo-uri din Okinawa precum și din restul Japoniei, oficialii pușcașilor marini s-au oprit asupra stilului Isshin-ryu care întrunea toate calitățile menționate. Povestirile spun că Tatsuo Shimabuku i-a uimit pe americani bătând câteva cuie groase într-o bârnă de stejar doar cu cantul mâinii, afirmând că îi poate antrena să facă la fel în 3-4 luni. Chiar și în prezent stilul Isshin-ryu constituie baza antrenamentelor de luptă corp-la-corp ale Pușcașilor Marini și ale trupelor SEAL ale Marinei Statelor Unite, iar instructorii militari sint purtători ai centurii negre în stilul Isshin-ryu. Eficiența acestui stil a fost testată cu succes în războaiele din Coreea si Vietmam.
La ora actuală, Isshin-ryu este unul dintre cele mai răspândite sisteme pe continentul american. Adaptabilitatea și lipsa de prejudecăți în domeniul tehnic l-au făcut să fie cel mai unitar stil de Karate până în present. 
În Isshin-ryu există foarte multe curente, asociații, maestri, fiecare având propria metoda, uneori cu foarte multe deosebiri față de forma inițială, dar toți practică Isshin-ryu. 

### Joshinkan Isshin-ryu
Joshinkan Isshin-ryu curentul spiritului superior al inimilor unite este o abordare deosebită a stilului Isshin-ryu, care promovează o concepție realistă a tehnicii de Isshin-ryu, mai apropiată de lupta de stradă, pe baza tehnicilor vechi de luptă corp la corp dezvoltate în Okinawa. Tehnica traditională este folosită ca sursă de inspirație pentru tehnicile moderne, având în vedere că multe din vechile metode erau destinate omorîrii adversarului, nemaifiind actuale in contextul modern. Pe de altă parte, multe din tehnicile vechi de luptă sunt foarte actuale în contextul conflictului stradal contemporan. Stilul Joshinkan a adoptat, de asemenea, multe tactici și tehnici din stilurile shoot wresling, Brazilian Ju Jitsu, American Kempo, Escrima și chiar din Kick Boxing. Toate aceste se pot regăsi cu puțină imaginație și în mișcările Kata vechi. Creatorul conceptului, Shihan Lars Andersen (5 Dan Isshin-ryu) lucrase ani ca polițist sub acoperire cu bandele de motocicliști (Hell’s Angels) și fusese instructor în cadrul Forțelor Națiunilor Unite în Kosovo (KFOR) și al Academiei Daneze de Poliție. Având o bogată experiență în ceea ce se numește luptă de stradă, el a studiat multe mișcări din Kata vechi adaptându-le și facându-le eficiente în contextul actual. În Joshinkan Isshin-ryu există o formă de luptă de antrenament, numită “Dojo Kumite”, în care sunt permise foarte multe tehnici din arsenalul de tehnici: lovituri de brațe la fața si la corp, prize, proiecții, luptă la sol, loviturile la testicule toate în condiții de contact direct, așa cum erau vechile forme de lupta tegumi din Okinawa.
In Europa și în România curentul promovat este Joshinkan Isshin-ryu.

## Descrieri ale stilului Isshin-ryu

### Caracteristici ale stilului Isshin-ryu
Principalele caracteristici ale Isshin-ryu sunt: 
- - lovitură cu pumnul în poziție verticală, mai supla decât lovitura „tirbușon”, dar mai rapidă și mai seacă;
  - blocaje executate suplu și dur (există curente de Isshin-ryu unde nu există conceptul de blocaj) cu partea musculară a brațelor si picioarelor;
  - tehnici de picior executate biciuit, rapide si scurte;
  - complexitate tehnică deosebită: lovituri de braț și de picior, tehnici de blocaj de braț și de picior, chei, prize, proiecții, fixări, strangulări, luxări, acțiuni asupra punctelor sensibile ala organismului uman si punctelor de acupunctură (Kyosho jutsu);
  - tactica principală în luptă: lovituri de brațe la cap și tehnici de picioare în partea de jos a corpului, eventual în testicule sau pe articulații;
  - tehnici simple de învățat și metodică rațională, astfel încât într-un timp relativ scurt să se ajungă la eficiență pe stradă;
  - lipsă de prejudecăți în materie de tehnică. (sintagma „nu fac așa fiind că nu există” nu este folosită în Isshin-ryu);
  - tehnici energetice si de condiționare eficiente, multe dintre ele de sorginte chinezească: „Scriptura asuplizării tendoanelor”, Chishi, Nigirigami, Kote gi tai, Kakie, Tegumi, Makiwara, Kiko (qi gong okinawian);
  - îmbinare între lovituri si chei, proiecții (tuite);
  - metodică de predare rațională astfel încât Isshn-ryu să nu fie doar apanajul unor indivizi solizi;
  - complexitate tehnică la niveluri înalte și rafinament;
  - 8 kata de mâini goale și 5 de arme albe. Toate mișcările sunt studiate cu aplicațiile specifice cât mai realist;
  - promovarea luptei contact și a autoapărării realiste.

### Kata
Kata (型 or 形) (in traducere literală: "formă") este un cuvânt japonez care descrie în detaliu modul în care trebuie efectuată o mișcare. Un sistem este sintetizat prin metodele formale de a-l practica sau kata. În general se consideră că există treisprezece kata care aparțin stitului Isshinryu: (opt fără arme, trei cu arme Bo și două cu arme Sai

#### Kata fără arme
(listate în ordinea de învățare)
- Seisan (十三 Seisan)
- Seiuchin (制引戦 Seiyunchin)
- Naihanchi (ナイハンチ Naihanchi)
- Wansu (汪楫 Wansū)
- Chinto (鎮闘 Chintō)
- Sanchin (三戦 Sanchin)
- Kusanku (公相君 Kūsankū)
- Sunsu (スンスウ Sunsū)

În unele școli de Isshinryu ultimul kata care se învață este Sanchin. În altele se învață Wansu înainte de Naihanchi.

#### Kata cu arme Bo
- Tokumine no kon (徳嶺の棍 Tokumine no kun)
- Urashi bo (浦添棒 Urashī bō)
- Shishi no kon (添石の棍 Shīshi no kun)

#### Kata cu arme Sai
- Kusanku sai (公相君サイ Kūsankū sai)
- Chatanyara no sai (北谷屋良の釵 Chatan Yara no sai)

#### Originile și semnificațiile diferitelor Kata
- Seisan înseamnă "13" and a fost preluată din stilul Shorin-ryu, fiind una din cele mai vechi kata.
- Seiuchin înseamnă "kata de război" și a fost preluată din stilul Goju-ryu
- Naihanchi means "calul de fier" și a fost preluată din stilul Shorin-ryu
- Wansu înseamnă "formă de a zvârli" și a fost preluată din stilul Shorin-ryu
- Chinto înseamnă "lupta spre este" și a fost preluată din stilul Shorin-ryu
- Sanchin înseamnă "trei bătălii" și a fost preluată din stilul Goju-ryu
- Kusanku înseamnă "vedere spre cer" și a fost preluată din stilul Shorin-ryu
- Sunsu înseamnă "fiul omului bătrân" or "omul puternic" și a fost inventată de Tatsuo Shimabuku Tatsuo deoarece dorea să concentreze într-o singură kata, toate mișcările pe care le considera importante pentru Isshin-ryu. Ea conține multe mișcări care fac pare din alte katas care se întâlnesc în Sunsu.

Goju-ryu înseamnă "modul dur și moale" iar cele două two kata pe care Isshin-ryu le preia din Goju-ryu, anume Seiuchin and Sanchin, sunt două kata care sunt adeseori practicate cu o respirație accentuată și o tensiune dinamică. Ele constituie tehnici avansate de respirație și, dacă sunt bine executate, se pot ușor distinge elemente dur/moale al fiec+reia dintre aceste kata.

## Organizare

### Organizare internațională
Conducătorul actual al Isshin-ryu din Okinawa este Kichiro Shimabuku (10 Dan), fiul cel mai mare al lui Tatsuo Shimabuku. Există însă și divergențe de ordin politic și unii dintre practicanții stilului ar prefera să-l urmeze Ciso Shimabuku, pe fiul mai tânăr al lui Tatsuo Shimabuku sau pe ginerele lui, Angi Uezu (9 Dan), care este conducătorul altei organizații în Okinawa.
Exista numeroase organizații de Isshin-ryu care sunt independente de conducerea din Okinawa, fiecare având alt conducător. Dintre aceste organizații se pot menționa:
- - Isshin-ryu Karate-Do Association (IKA) condusă de un comitet de maeștri de karate care urmează învățăturile lui Arsenio J. Advincula;
  - The United States Isshin-ryu Karate Association (USIKA) condusă de Hanshi-Sei Phil E. Little;
  - International Isshin-ryu Karate Association (IIKA);
  - American Okinawan Karate Association (AOKA);
  - Okinawa Isshin-ryu Karate and Kobudo Association fondat de Angi Uzeu;
  - Joshinkan Isshinryu Karate Kobudo Renmei;
  - United Isshin-ryu Karate Association (UIKA):
  - United Isshin-ryu Karate Federation (UIKF):
  - Order of Isshin-ryu (OI);
  - Tatsuo Kan Society (TKS);

La nivel mondial există United Isshin-ryu Council, un fel de consiliu de coordonare a tuturor organizațiilor independente de Isshin-ryu care păstrează unitatea stilului.
The Isshin-kai este o asociație de Isshin-ryu, Karate și Kobudo care urmărește să păstreze învățăturile lui Tatsuo Shimabuku. Ea a fost creată în septembrie 1998 de către difiți discipoli direcți ai maestrului Tatsuo Shimabuku, printre care: Tokumura Kensho, Arsenio J. Advincula and Robert Safreed.